# Бажин, Кирилл Владимирович
Кири́лл Влади́мирович Ба́жин (род. 22 января 1998, Новоуральск, Свердловская область) — российский биатлонист, чемпион мира среди юниоров, чемпион России. Мастер спорта России.

## Биография
Родился в Новоуральске. Отец спортсмена, Владимир Викторович, также занимался биатлоном. Первым наставником Кирилла была Мария Ильгизяровна Низамова, а личным тренером спортсмена является Михаил Викторович Шашилов.
Выпускник Уральского горного университета, по специальности горный инженер по бурению.
Состоит в спортивном обществе ЦСКА, на внутренних соревнованиях представляет Свердловскую область.

### Карьера
На международных соревнованиях дебютировал в сезоне 2018/2019 на юниорском Кубке IBU, где лучшим результатом стало 4-е место на этапе в Преманоне.
На юниорском чемпионате мира 2020 года в швейцарском Ленцерхайде выиграл золотую медаль в составе эстафетной команды.
По итогам сезона 2021/2022 Кирилл стал обладателем Кубка России, а в следующем сезоне впервые стал чемпионом России, выиграв индивидуальную гонку в Ижевске. Неоднократно был победителем и призёром биатлонного Кубка Содружества.
Кумиром в спорте у Кирилла является Мартен Фуркад.

## Спортивные достижения

### Юниорские и молодёжные достижения
| Год  | Место проведения | Возраст | Инд | Спр | Пр | Эст |
| ---- | ---------------- | ------- | --- | --- | -- | --- |
| 2020 | ЧМ Ленцерхайде   | U22     | 6   | 16  | 17 | 1   |
| 2020 | ЧЕ Хохфильцен    | U22     | 18  | 10  | —  | —   |